# Ferdinand Schmatz

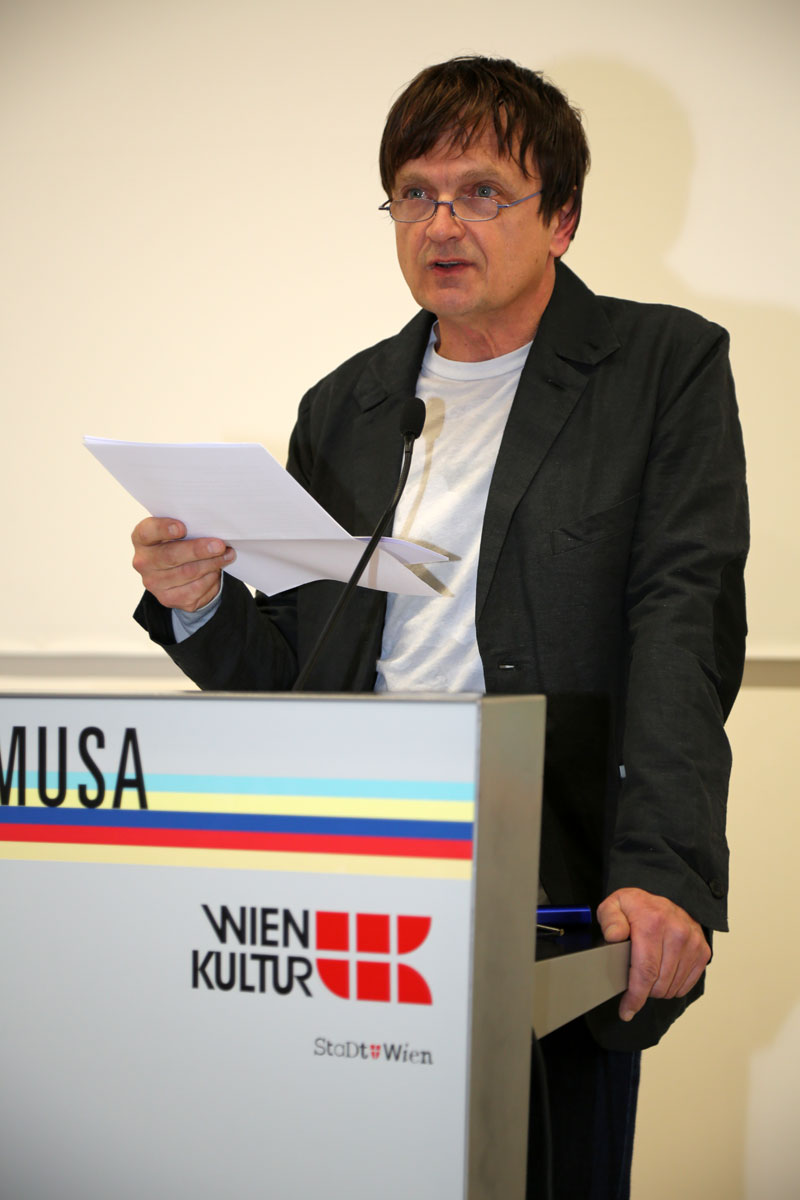
Ferdinand Schmatz (2013)

Ferdinand Schmatz (* 3. Februar 1953 in Korneuburg, Niederösterreich) ist ein österreichischer Schriftsteller, experimenteller Lyriker und Essayist.

## Leben
Ferdinand Schmatz maturierte 1972 am Technologischen Gewerbemuseum in Wien und studierte Germanistik, Geschichte und Philosophie an der Universität Wien. Er promovierte 1982 mit einer Dissertation über Karl Hans Strobls Bismarcktrilogie. 
Von 1983 bis 1985 war Schmatz Lektor für deutsche Sprache und Literatur an der Nihon-Universität Tokio, Japan, von 1985 bis 1987 Lehrbeauftragter für Gegenwartsliteratur an der Universität für künstlerische und industrielle Gestaltung Linz. Schmatz wirkte auch als Fachberater beim Killy-Literaturlexikon für österreichische Literatur des 20. Jahrhunderts mit. Von 1989 bis 1992 hatte er Lehraufträge über „Schrift und Buch“ sowie über „Kunst und Poetik im 20. Jahrhundert“ an der Universität für angewandte Kunst Wien, wo er 1992 Gastprofessor für freie Graphik war. Von 2012 bis 2020 leitete Schmatz das Institut für Sprachkunst an der Universität für angewandte Kunst in Wien.
Bereits 1975 publizierte er seine ersten Werke, seine Lyrik ist geprägt von der experimentellen Literatur der Wiener Gruppe. 1995 und 1996 wirkte Schmatz als Juror beim Ingeborg-Bachmann-Preis mit. 
Ferdinand Schmatz ist Nachlassverwalter und Herausgeber des Werks von Reinhard Priessnitz und lebt als freier Schriftsteller in Wien und im Burgenland. 
Schmatz’ Teilvorlass befindet sich in der Österreichischen Nationalbibliothek, im Literaturarchiv. Der erste Teilvorlass enthält 78 Archivboxen, der zweite besteht aus zwei Archivboxen und einer Großformatmappe. 

## Auszeichnungen und Ehrungen
- 1986 und 1992: Buchprämie des Bundesministeriums für Unterricht und Kunst
- 1987: Förderungspreis der Stadt Wien für Literatur
- 1988: Staatsstipendium des Bundesministeriums für Unterricht und Kunst für Literatur
- 1999: Christine-Lavant-Preis
- 2001: Förderungspreis zum Großen Österreichischen Staatspreis für Literatur
- 2002: Buch.Preis der Arbeiterkammer Oberösterreich
- 2003: Anton-Wildgans-Preis
- 2004: Georg-Trakl-Preis
- 2006: Elias-Canetti-Stipendium der Stadt Wien
- 2006: Heimrad-Bäcker-Preis
- 2006: H. C. Artmann-Preis
- 2009: Ernst-Jandl-Preis
- 2010: Preis der Stadt Wien in der Sparte Literatur

## Werke
- Der gesamte lauf 1975-1977. texte und zeichnungen, G., Wien 1977
- Die lichtung und der bienenstock, G., Wien 1977
- Fünf nächte, zus. m. Peter Veit, G., Wien 1979
- Der (Ge)dichte Lauf. 1977-1980, G., Linz 1981
- Die Wolke und die Uhr. Gedicht, G., Linz, Wien 1986
- Die Reisen. In achtzig Gedichten um die ganze Welt, zus. m. Franz Josef Czernin, G., Salzburg 1987
- Die Reise. In achtzig flachen Hunden in die ganze tiefe Grube, zus. m. Franz Josef Czernin, G., Ess., Linz, Wien 1987
- werkausgabe reinhard priessnitz, 4 Bde., Hg., G., Pr., Ess., Linz, Wien, Graz 1986-1994
- Die Kunst der Enzyklopädie, zus. m. Heimo Zobernig, Wien, Graz, München 1988
- ganganbuch 6. jahrbuch 1989 für zeitgenössische literatur, Hg., zus. m. Franz Josef Czernin, Graz, Wien 1988
- friedrich handl: keine seite. aus dem nachlass. Mit einem Nachwort v. Ferdinand Schmatz hg. zus. m. Heimrad Bäcker, G., Pr., Linz, Wien 1990
- TELLER UND SCHWEISS, zus. m. Franz Josef Czernin, G., Wien 1991
- Stück für Küchenradio, Hsp. 1991
- Lexikon der Kunst 1992, zus. m. Heimo Zobernig, Lexikon, Stuttgart 1992
- BALIBI (oder: kau der welsch), G., Graz, Frankfurt 1992
- Mittag, Hg. v. Elisabeth Fiedler, Schallplatte, Graz 1992
- Sinn & Sinne. Wiener Gruppe, Wiener Aktionismus und andere Wegbereiter, Ess., Wien 1992
- speise gedichte, G., Graz, Wien 1992
- SPRACHE MACHT GEWALT. Stich-Wörter zu einem Fragment des Gemeinen, Pr., Lexikon, Wien 1994
- Farbenlehre, zus. m. Heimo Zobernig, Künstlerbuch, Wien, New York 1995
- Froschkönig oder derjenige, der mich auffindet. Ein runder Tisch von Ferdinand Schmatz, Hsp. 1995
- Lieber Herr Fuchs – Lieber Herr Schmatz!. Korrespondenzen zwischen Dichtung und Systemtheorie, zus. m. Peter Fuchs, Br., Opladen 1996
- dschungel. allfach. (prosa gedicht), G., Pr., Innsbruck 1996
- maler als stifter. Poetische Texte zur Bildenden Kunst, Pr., Ess., Innsbruck 1997
- Radikale Interpretation. Aufsätze zur Dichtung, Ess., Wien 1998
- Tod oder Leben oder die Katze im Bauch des Fliegers, Hsp. 1998
- das große babel,n, G., Innsbruck 1999
- Felicitas Leitner klärt einen Mord im Schnee, Hsp. 2001
- Portierisch, R., 2001
- tokyo, echo oder: wie bauen den schacht zu babel, weiter, G., Innsbruck 2004
- Durchleuchtung. Ein wilder Roman aus Danja und Franz, R., Verlag Haymon, Innsbruck 2007, ISBN 978-3-85218-543-9
- quellen. Gedichte. Verlag Haymon, Innsbruck 2010, ISBN 978-3-85218-627-6
- Dichtung für alle. Wiener Ernst-Jandl-Vorlesungen zur Poetik, Verlag Haymon, Innsbruck 2013
- das gehörte feuer. orphische skizzen.G. Innsbruck 2016
- auf Sätze! Essays zur Poetik, Literatur und Kunst. Ess.2016